# Grande corona della Vittoria

versione araldica della corona

La grande corona della vittoria di Thailandia (thailandese: พระมหาพิชัยมงกุฏ, RTGS: Phra Maha Phichai Mongkut) è una delle regalie di Thailandia. Realizzata in oro durante il regno di Rama I nel 1782, è alta 66 centimetri e pesa 7,3 chili. Grazie al re Rama IV la grande corona della vittoria è anche arricchita di diamanti, tra i quali si distingue quello indiano che ne decora la parte superiore, chiamato Phra Maha Wichian Mani.
La corona è in stile thailandese, molto diversa da quelle tradizionali europee, ed è a forma di guglia affusolata la cui altezza rappresenta l'autorità acquisita per diritto divino a governare il popolo.
Attualmente la grande corona della vittoria è la più importante delle cinque regalie di Thailandia, che invece in passato si equivalevano. Il primo re siamese che ascese al trono nel giorno dell'incoronazione fu Rama V, influenzato dalla cultura europea.